# Patera de Davies
Davies Patera
Pour les articles homonymes, voir Davies.
La patera de Davies (désignation internationale : Davies Patera) est une patera située sur Vénus dans le quadrangle de Kawelu Planitia. Elle a été nommée en référence à Emily Davies (1830–1921), éducatrice britannique, cofondatrice du Girton College.